# Parc naturel de Pagoeta
Le parc naturel de Pagoeta (du basque pago, « hêtre » et - eta indiquant « l’abondance » ; littéralement « lieu où abondent les hêtres »), créé officiellement le 29 septembre 1998, est situé dans le nord de la péninsule Ibérique dans la province du Guipuscoa (communauté autonome du Pays basque, Espagne). Il a une superficie de 1 335 ha et occupe une partie des territoires municipaux de Aia, Zarautz et de Zestoa.

## Description
Le parc inclut, comme noyau central, les propriétés de la députation forale du Guipuscoa, Pagoeta et Altzola, avec les sources des ruisseaux Manterola et Almizuri et les contreforts du sommet de Pagoeta.
La zone, située entre la côte et les vallées intérieures, possède un relief très escarpé, avec des forts dénivelés. La végétation la plus représentée sont les forêts naturelles. Ensuite on trouve les bruyères, avec d’importantes zones de pâtures dans les secteurs les plus élevés et les prés dans les environs des fermes. Les repeuplements ont aussi une importance appréciable, en particulier celles situées dans la rive gauche d’Altzolaras erreka.
Le parc inclut deux grottes archéologiques du Paléolithique supérieur : Erralla (Magdalénien ancien dans la couche V) et Amalda (Solutréen final dans la couche IV) (avec dans les environs proches - 5,6 km à l’ouest d'Erralla - la grotte ornée d'Ekain inscrite au patrimoine mondial de l'Unesco).

## Faune
La variété de l’environnement fait que la zone a une richesse de la faune importante. Il est à souligner diverses espèces incluses dans le Catalogue d'Espèces Menacées du Pays basque, comme l’alimoche, le Glis glis, le faucon pèlerin, l’Accipitridae européen et la culebrera Européen.

## Réserve

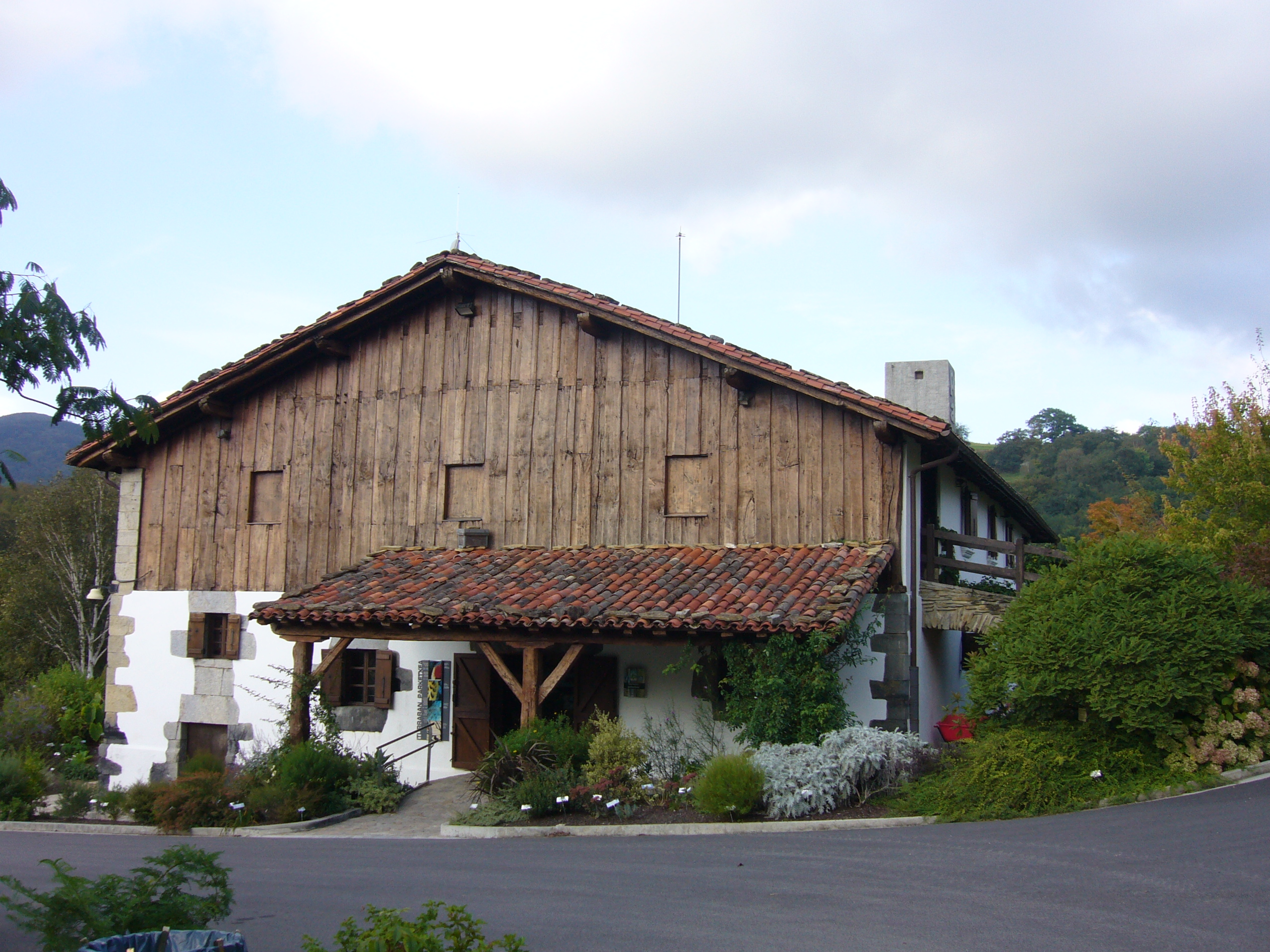
Ferme d’Iturraran, maison du parc

Depuis des années la propriété de la Députation fonctionne comme un Parc Forestier où on développe diverses tâches de conservation de la nature et l’éducation environnementale. Les équipements existants sont divers, dont le centre d'accueil d'Iturraran, une auberge et l'école de la nature, une ruche didactique, un Arboretum-Fruticetum avec plus de 1 300 exemplaires, divers secteurs récréatifs et la forge d'Agorregi.